# Preußische T 3
Die Lokomotiven der Gattung T 3 der Preußischen Staatseisenbahnen waren laufachslose, dreifach gekuppelte Tenderlokomotiven. Es waren zusammen mit den zweiachsigen T 2 die ersten Dampflokomotiven, die nach den Normalien gebaut wurden. Die ersten Exemplare lieferte Henschel im Jahr 1882.

## Technik
Die Bezeichnung T 3 wurde 1906 für laufachslose dreifach gekuppelte Tenderlokomotiven eingeführt. So gab es bauartbedingte Unterschiede. Gemeinsam war, dass die T 3 ein Nassdampf-Triebwerk mit zwei Zylindern hatten, die auf die mittlere Kuppelachse wirkten. Die Flachschieber wurden von einer außenliegenden Allan-Steuerung bewegt. Der Wasservorrat war in einem Rahmenwasserkasten unter dem Kessel untergebracht; die Kohlenkästen befanden sich links und rechts der Feuerbüchse vor dem Führerhaus. Davor befand sich jeweils ein Einfüllstutzen für den Wassertank.
Die Federn der beiden vorderen Radsätze waren mit Ausgleichshebeln oberhalb des Umlaufs verbunden.
Die frühen T 3 hatten noch keinen Dampfdom, sondern nur einen Regleraufsatz, von dem aus die Einströmrohre außerhalb des Kessels direkt zu den Zylindern führten. Die Achslast dieser Lokomotiven lag bei etwa 10 t (siehe 1. Bild). Spätere Lieferungen (ab 1887) hatten einen Dampfdom, und die Einströmrohre wurden durch die Rauchkammer verlegt. Bedingt durch den Dampfdom wurde auch die Anordnung des Sandkastens und der Sandstreuer geändert. Außerdem wurde die Menge der mitgeführten Wasser- und Kohlenvorräte erhöht. Die Rückwand des Führerhauses war jetzt eben und nicht mehr im unteren Teil abgeschrägt. Die Länge über Puffer vergrößerte sich von 8300 auf 8591 mm, die Achslast stieg auf 11 t (siehe 2. Bild).
Ab 1903 wurden die Vorräte noch einmal vergrößert, und die T 3 konnten jetzt 5 m³ Wasser und 1,9 t Kohle mitführen. Die Achslast dieser „verstärkten Normalbauart“ oder „Normalbauart (6 t)“ genannten Ausführung lag bei 12 t.
Die Bauart Crefeld C war ebenfalls eine verstärkte Ausführung der ursprünglichen T 3, ebenso basiert der Henschel Typ Bismarck auf dem ursprünglichen Entwurf der preußischen Staatsbahn.
Die T 3 basierten auf dem aus der Nebenbahn-Normalie 12 von 1882/83 abgeleiteten Musterblatt III-4e, das im Laufe der Jahre drei Auflagen bzw. Nachträge erfuhr. Mit den Nachträgen 1 und 2 erfolgten die Verstärkung der Bremse und des Rahmens, durch Nachtrag 3 wurden der Rahmen verlängert, ein Dom auf den mittleren Kesselschuss gesetzt und die Führerhausrückwand gerade ausgeführt. Die verstärkte T 3 nach Musterblatt III-4p ab 1904 war dann ein Neuentwurf. Er war gekennzeichnet durch eine Rahmenlänge von 7.154 mm, einer LüP von 8.780 mm und einer Dienstmasse von 36 t. Die größere Dienstmasse gegenüber dem vorhergehenden Entwurf resultiert aus einem höheren Rahmen und dadurch einen höheren Wasservorrat sowie einem größeren Kohlenvorrat. Dieser Neuentwurf wird Orenstein & Koppel zugeschrieben, in der Folge haben dann alle bekannten Firmen diese verstärkte Form gefertigt. Ab 1920 hat dann jede Firma für sich eine eigene Nachkonstruktion erstellt.

## T 3 für andere Bahnen
Insgesamt wurden mehr als 1300 T 3 für die Preußische Staatsbahn gebaut. Am Bau waren fast alle namhaften deutschen Lokomotivfabriken beteiligt. Aber auch zahlreiche andere Bahnen im In- und Ausland, von Werksbahnen bis zu Staatsbahnen, beschafften ebenfalls Lokomotiven nach dem Muster der T 3, unter anderem die
- Großherzoglich Mecklenburgische Friedrich-Franz-Eisenbahn (siehe Mecklenburgische T 3)
- Großherzoglich Oldenburgischen Staatseisenbahnen (siehe Oldenburgische T 3)
- Braunschweigische Landeseisenbahn (siehe BLE 17–28)
- Kreis Oldenburger Eisenbahn (KOE)
- Zschipkau-Finsterwalder Eisenbahn (ZFE)
- Kleinbahn Bielstein-Waldbröl (Zwei Exemplare, ähnlich der T 3)
- Niederlausitzer Eisenbahn (fünf Nachbauten, Hersteller Hanomag)
- Jōbu Eisenbahn (Japan, Spur 1067 mm)
- Deutsche Eisenbahn-Betriebsgesellschaft (DEBG), ca. 20 Lokomotiven, unter anderem eine mit Überhitzer ausgerüstete Lokomotive DEBG 41.

Nach dem Ersten Weltkrieg verblieben mindestens 24 Maschinen in Polen und vier Exemplare in der Freien Stadt Danzig. Im Gegensatz zu den meisten Lokomotivübergaben des Deutschen Reichs an die Sieger des Krieges handelte es sich bei den T 3 um Maschinen, die sich in den an Polen abgegebenen Gebieten befanden, denn die Entente hatte wenig Interesse an der relativ alten Konstruktion. Die PKP führten die T 3 unter der Baureihenbezeichnung TKh1.

## Nummerierung bei der DR

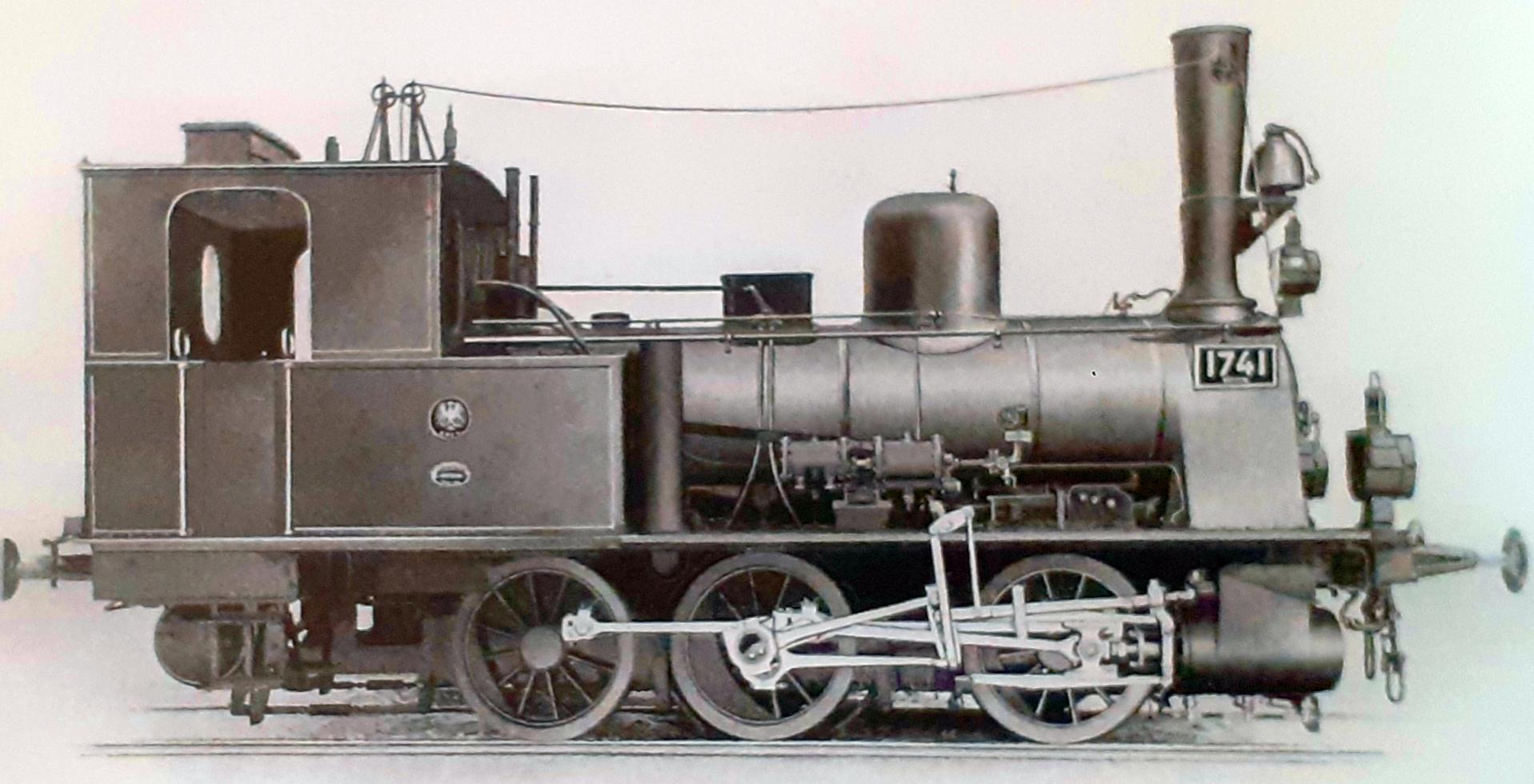
Die zweite Ausführung der T 3 mit Dampfdom

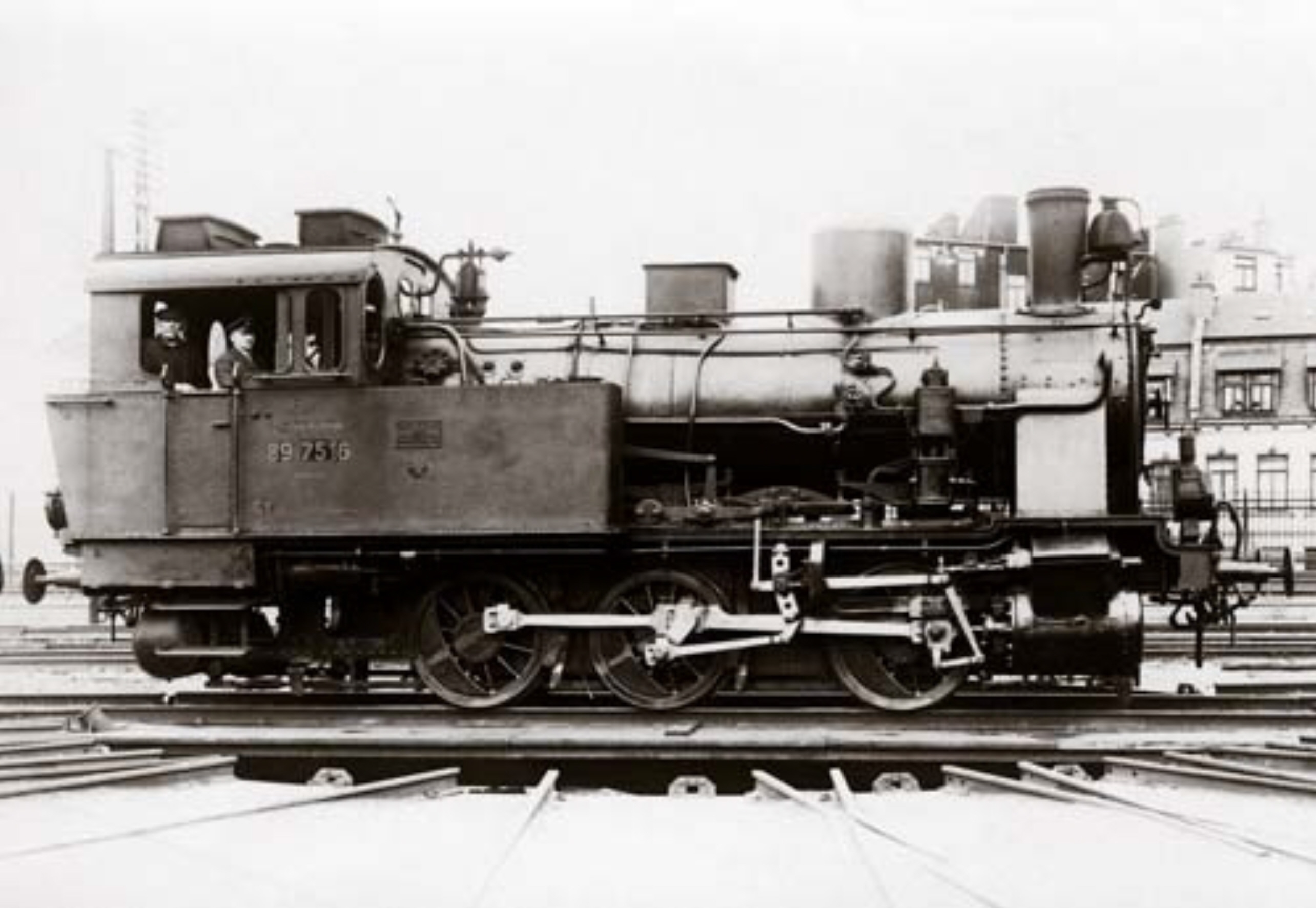
Von der Bremischen Hafeneisenbahn als 89 7516 übernommene Lokomotive

Die Deutsche Reichsbahn übernahm 1925 als Baureihe 89.70–75 noch 511 preußische T 3. Die 473 Lokomotiven der älteren Bauarten erhielten die Nummern 89 7001–7456, 7473–7476 und 7499–7511. Die 38 Lokomotiven der verstärkten Bauart erhielten die Nummern 89 7457–7472 und 89 7477–7498.
Bei der Eingliederung der Lokomotiven von später übernommenen Privatbahnen war die DR nicht sehr konsequent. So kam es, dass in der Baureihe 89.75 verschiedene Lokomotivtypen gemischt wurden, zum Teil mit direkt aufeinanderfolgenden Nummern.
- Die direkt im Anschluss an die preußischen T 3 eingenummerten Lokomotiven mit den Nummern 89 7512–7521 waren keine T 3, sondern von Jung gebaute Industrielokomotiven (Typ „Pudel“) der ehemaligen Hafenbahn Bremen, die 1930 von der DR übernommen worden war. Diese Lokomotiven waren mit 15 t Kuppelachslast deutlich schwerer als die T 3, hatten eine Heusinger-Steuerung und einen kleinen Kohlenkasten hinter dem Führerhaus.
- Die T 3 der 1938 von der DR übernommenen BLE erhielten die Nummern 89 7531–7540. Die 89 7535 wurde noch 1938 an die Gardelegen-Haldensleben-Weferlinger Eisenbahn abgegeben.
- Die ebenfalls von der BLE stammende 89 7541 entsprach nur im Rahmen und Fahrwerk der T 3. Die Abmessungen von Zylindern, Rost- und Heizfläche waren jedoch abweichend.
- Die drei T 3 der KOE erhielten nach der Übernahme der Bahn im Jahr 1941 die Nummern 89 7556, 89 7557 und 89 7559. Die 89 7558 war keine T 3, sondern eine etwas leistungsfähigere Bauart, eine von Henschel gebaute Industrielok vom Typ „Bismarck“.
- Die T 3 der 1943 übernommenen ZFE waren zu diesem Zeitpunkt bereits ausgemustert; die Lokomotiven mit den Nummern 89 7560–89 7564 waren von einer abweichenden Bauart, die mit 12 t Kuppelachslast aber nicht leistungsfähiger war als die T 3.

## Nach dem Zweiten Weltkrieg

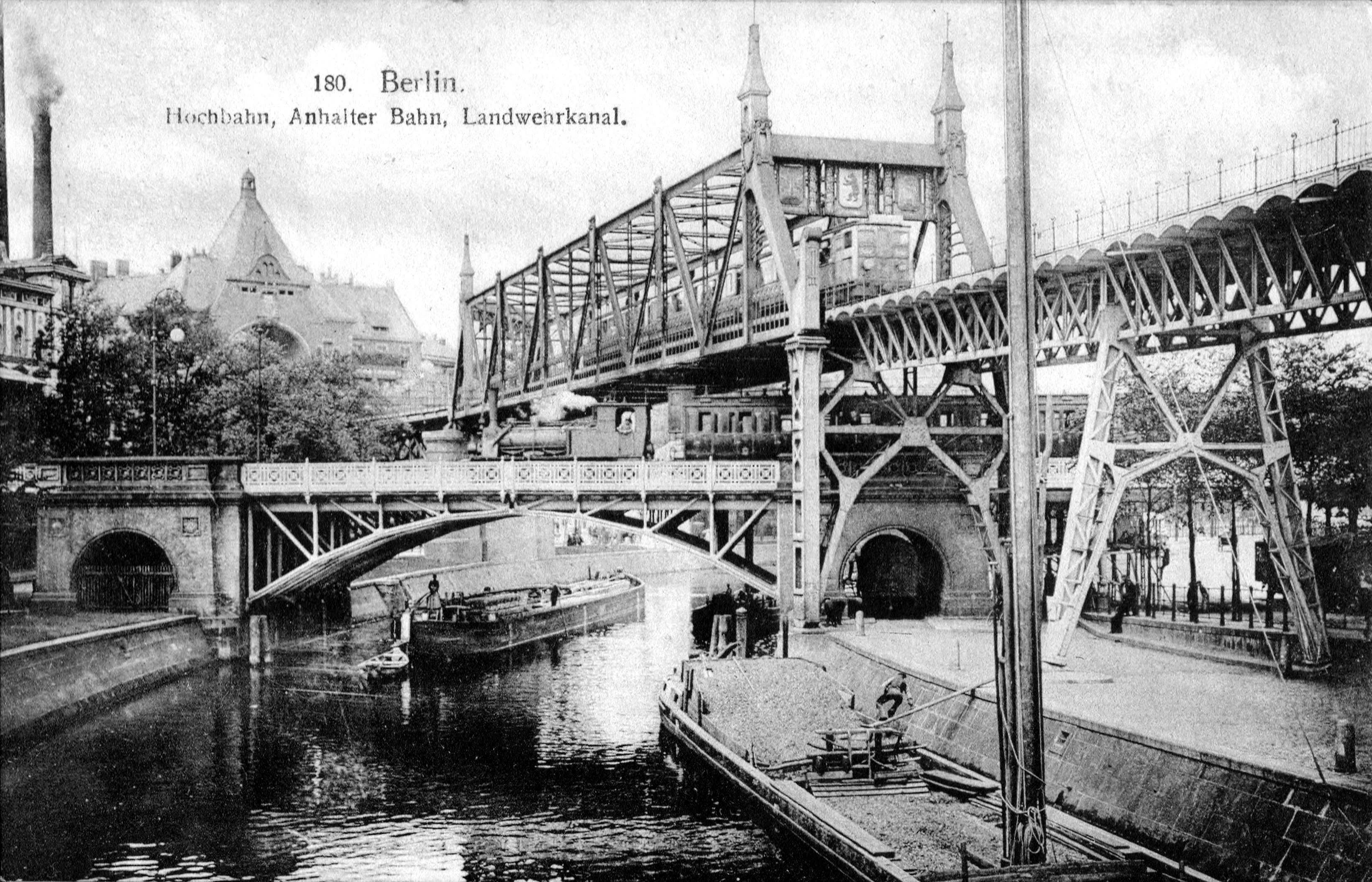
Eine T 3 überquert den Landwehrkanal in Berlin mit einem Personenzug (ca. 1900).

Bis Anfang 1931 hatte sich der Bestand der DR auf 254 Exemplare reduziert, dennoch kamen nach dem Zweiten Weltkrieg noch zahlreiche T 3 zur Deutschen Bundesbahn und zur Deutschen Reichsbahn, wo die letzten Lokomotiven erst Mitte der 1960er Jahre ausgemustert wurden.
Die allerletzte noch bis 1979 in aktivem Dienst stehende T 3 war die Werkslok der Zuckerfabrik Warburg.

### Deutsche Reichsbahn
Nach 1945 übernahm die Deutsche Reichsbahn zahlreiche weitere T 3 von Werk- und Privatbahnen als 89 953, 5901–5903, 6001–6016, 6018, 6101–6132, 6134–6159, 6161, 6163, 6164, 6204–6211, 6215, 6216, 6218, 6220, 6221, 6228–6232, 6235, 6306, 7566–7568, 7571–7573 und 7578. Darunter waren auch mehrere „echte“ preußische T 3. Die Nummerierung richtete sich nach der Achsfahrmasse, die ersten beiden Ziffern gaben diese an: 59xx bedeutete 9 t Achsfahrmasse, 60xx 10 t, 63xx dann 13 t.
Die ehemalige 89 7535 der Gardelegen-Neuhaldensleben-Weferlinger Eisenbahn wurde 1949 in den Bestand der DR eingegliedert und erhielt dort die Nummer 89 6220. Diese Lokomotive wurde erst 1967 als eine der letzten T 3 ausgemustert.
Vier weitere Exemplare, die von der Oderbruchbahn stammten, wurden von der DR 1960 umgebaut und mit Schlepptendern ausgestattet. Diese Loks erhielten die Nummern 89 6222–6225. Ein Exemplar erhielt zunächst einen zweiachsigen Tender, die drei anderen einen der Bauart 3 T 12. Dieser ersetzte später auch den zweiachsigen bei der Betriebsnummer 89 6222. Die Loks kamen zuletzt von 1950 an auf der Bahnstrecke Fürstenwalde–Beeskow zum Einsatz. Sie wurden 1968 ausgemustert.

### Deutsche Bundesbahn
Bei der Bundesbahn verblieben etwa siebzig T 3, deren letzte, die 89 7538, 1963 ausgemustert wurde. Am 1. Juli 1950 gehörten noch 48 Lokomotiven zum Erhaltungsbestand. Allerdings kam die T 3 später nochmals kurzzeitig in den Bestand der DB. Es handelte sich hierbei um die Werkslokomotiven 2 und 3 des Ausbesserungswerkes Schwerte, die 1968 als 089 002 und 089 003 in den offiziellen Fahrzeugbestand der DB eingereiht wurden. Hinter 089 002 versteckte sich die ehemalige 89 7511, hinter 089 003 die ehemalige 89 7531. Letztere wurde am 21. Juni 1968 als endgültig letzte T 3 der DB ausgemustert.

### Polskie Koleje Państwowe
Auch in Polen befand sich die Baureihe immer noch im Dienst. Die wieder unter der Baureihenbezeichnung TKh1 zusammengefassten Maschinen wurden ohne Rücksicht auf Vorkriegsnummern von TKh1-1 bis TKh1-23 neu durchnummeriert. Wenige Exemplare fanden sich auch in der Baureihe TKh100 wieder, in der 65 Dreikuppler der unterschiedlichsten Bauarten zusammengefasst waren. Bei den PKP schied die letzte T3 im Jahre 1967 aus. In Industriebetrieben war die Lokomotivtype aber noch längere Zeit unentbehrlich. In Polen sind drei Maschinen erhalten, von denen allerdings nur eine Staatsbahnvergangenheit hat.

## Erhaltene Exemplare

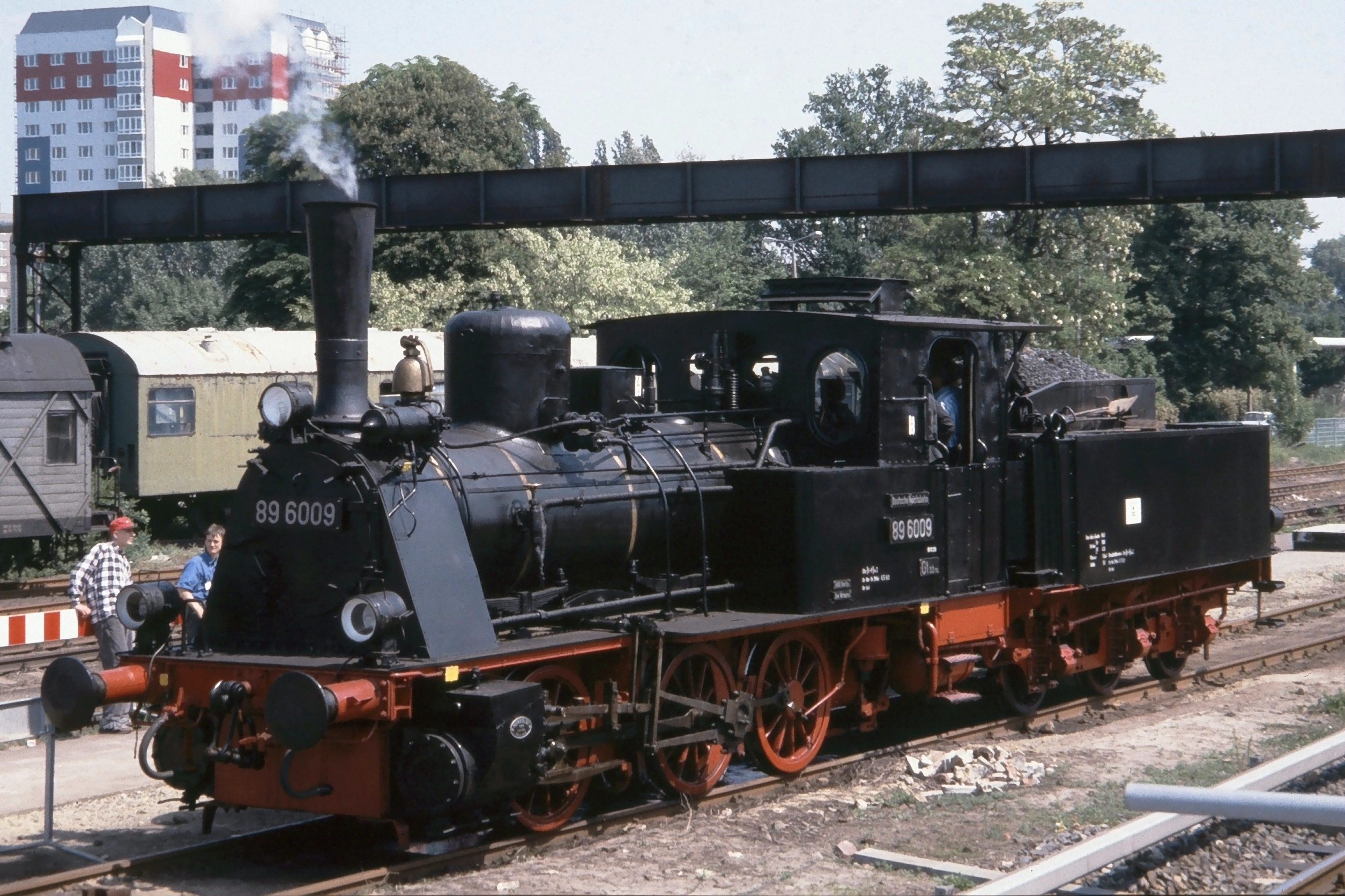
DR 89 6009 des Eisenbahnmuseums Dresden in Potsdam (1993)

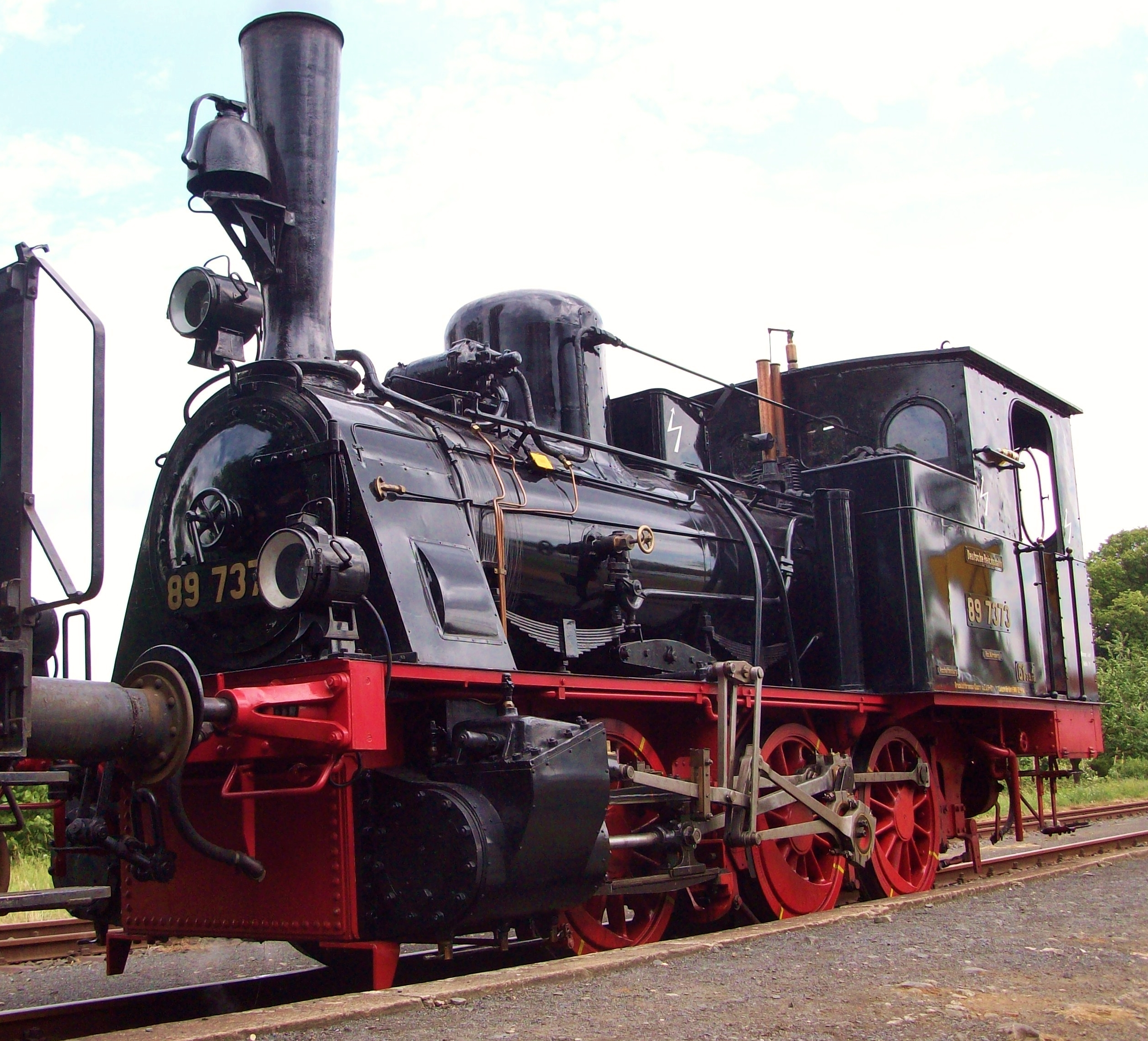
Die wiederaufgebaute und 2014 neu in Betrieb gegangene 89 7373 des Rhönzügle in Fladungen

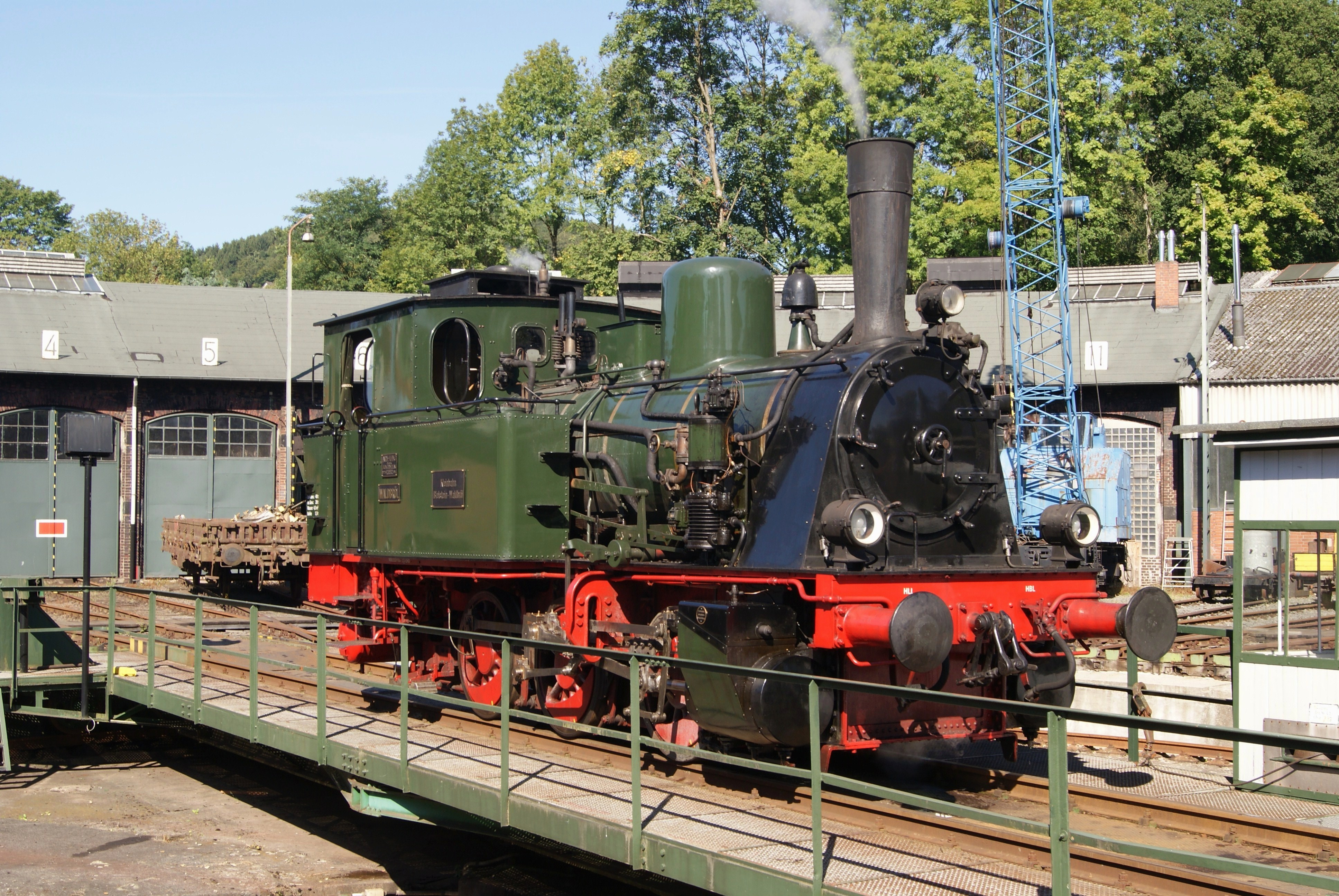
Die T3-ähnliche Privatbahndampflok „Waldbröl“ im Eisenbahnmuseum Dieringhausen

Einige T 3 sind bis heute museal, z. T. auch betriebsfähig erhalten. Dies sind im Einzelnen:
- Die Coeln, Bj. 1883, Fabriknummer 1594, die erste von Henschel gebaute T3, befand sich von 1962 bis 1966 als Denkmal an der DB-Schule in Wuppertal-Clausen, von 1972 bis 1993 mit Fantasie-Loknummer 89 7005 als „Klettergerüst“ auf einem Spielplatz in Schwalbach am Taunus. Im Anschluss stand die Lok von 1993 bis 2009 rollfähig beim Förderverein Wupperschiene in Radevormwald-Dahlhausen und wurde im Jahr 2009 zum Eisenbahn- und Heimatmuseum Erkrath-Hochdahl überführt. In der Presse wurde mehrfach berichtet, dass die Lok wieder betriebsfähig aufgearbeitet werden soll.[6]
- Die Nr. 14, Baujahr 1906 (Humboldt) der ehemaligen Südwestdeutschen Eisenbahn-Gesellschaft (SWEG) wird vom Rhön-Zügle e. V. betreut und ist seit September 2014 mit der Nummer 89 7373 wieder betriebsfähig auf der Strecke Mellrichstadt–Fladungen für das Rhön-Zügle des Fladunger Freilichtmuseums im Einsatz.
- Die Nr. 16 Schunter, Baujahr 1901 (Hanomag, Fabriknummer 3653) der ehemaligen Braunschweiger Landeseisenbahn (BLE) bei der Arbeitsgemeinschaft Historische Eisenbahn e. V. (Almetalbahn) ist ebenfalls betriebsfähig. Sie fuhr bis 1930 auf der Schuntertalbahn und steht heute unter Denkmalschutz. Nach einer langwierigen Instandsetzung vor allem des Kessels konnte die Hauptuntersuchung im Herbst 2022 abgeschlossen werden.[7][8] Sie ist damit die älteste betriebsfähige normalspurige Dampflokomotive in Deutschland.[9]
- Die Nr. 28, Baujahr 1900 (Borsig, Fabriknummer 4788) der Südwestdeutschen Eisenbahngesellschaft (SWEG) wurde 2018 als Denkmal vor dem Verwaltungsgebäude der SWEG in Lahr/Schwarzwald aufgestellt.[10]
- Die Nr. 30 Chanderli, Baujahr 1904 (Borsig) der SWEG, betriebsfähige Museumslok bei der Kandertalbahn.[11]
- Die 89 6009, Baujahr 1902 (Humboldt) (1961 Umbau auf Schlepptendereinsatz, vor dem Umbau als 89 7403 beziffert), Museumslok der Deutschen Bahn, beheimatet im Eisenbahnmuseum Bw Dresden-Altstadt. Sie war im Film Die Gustloff zu sehen.
- Die 89 6236 ist als Museumslok, nicht betriebsfähig, bei den Magdeburger Eisenbahnfreunden im Hafengelände abgestellt.
- Die 89 7159 (Henschel, 10037) ist betriebsfähig und wird im Museumsbahnbetrieb auf dem Kuckucksbähnel eingesetzt, sie befindet sich im DGEG-Eisenbahnmuseum Neustadt/Weinstraße[12]. Diese Lokomotivnummer ist eine Zweitbesetzung nach der Aufarbeitung 1971, da die Lokomotive 1910 direkt an die Eisen-Industrie zu Menden und Schwerte AG geliefert wurde und so keine DR-Nummer mehr erhalten hat.[13]
- Die 89 7296 gehört dem Brandenburgischen Kleinbahnmuseum, sie befindet sich in Gramzow. Zeitweise diente sie als Spielplatzlok in Bayreuth und Kassel.
- Die 89 7462 (Hagans-Fabriknummer 499, Baujahr 1904), gehört dem Verkehrsmuseum Nürnberg und befindet sich im DB Museum Koblenz. Sie war von 1960 bis 2000 Spielplatzlok im Kölner Zoo.
- Die 89 7511 befindet sich in Privatbesitz in Lübeck.
- Die 89 7531 ist nach einigen Jahren im SEH Heilbronn im Besitz eines Vereins aus Moers, im November und Dezember 2022 wurde sie in Steele (Essen) auf dem Weihnachtsmarkt ausgestellt.[14]
- Die Waldbröl, eine ehemalige Lok der Kleinbahn Bielstein-Waldbröl von Arnold Jung Lokomotivfabrik, Baujahr 1914. Diese Lok ähnelt stark der T 3 und befindet sich heute betriebsfähig im Eisenbahnmuseum Dieringhausen. Sie wird regelmäßig im Museumsbahnbetrieb auf der Wiehltalbahn eingesetzt.
- Die Radbod, eine Lok der Werkbahn-Variante Crefeld C (Baujahr 1906), ist bei der Museumseisenbahn Hamm betriebsfähig vorhanden und wird im Dampfzugverkehr auf der Strecke Hamm–Lippborg-Heintrop eingesetzt.

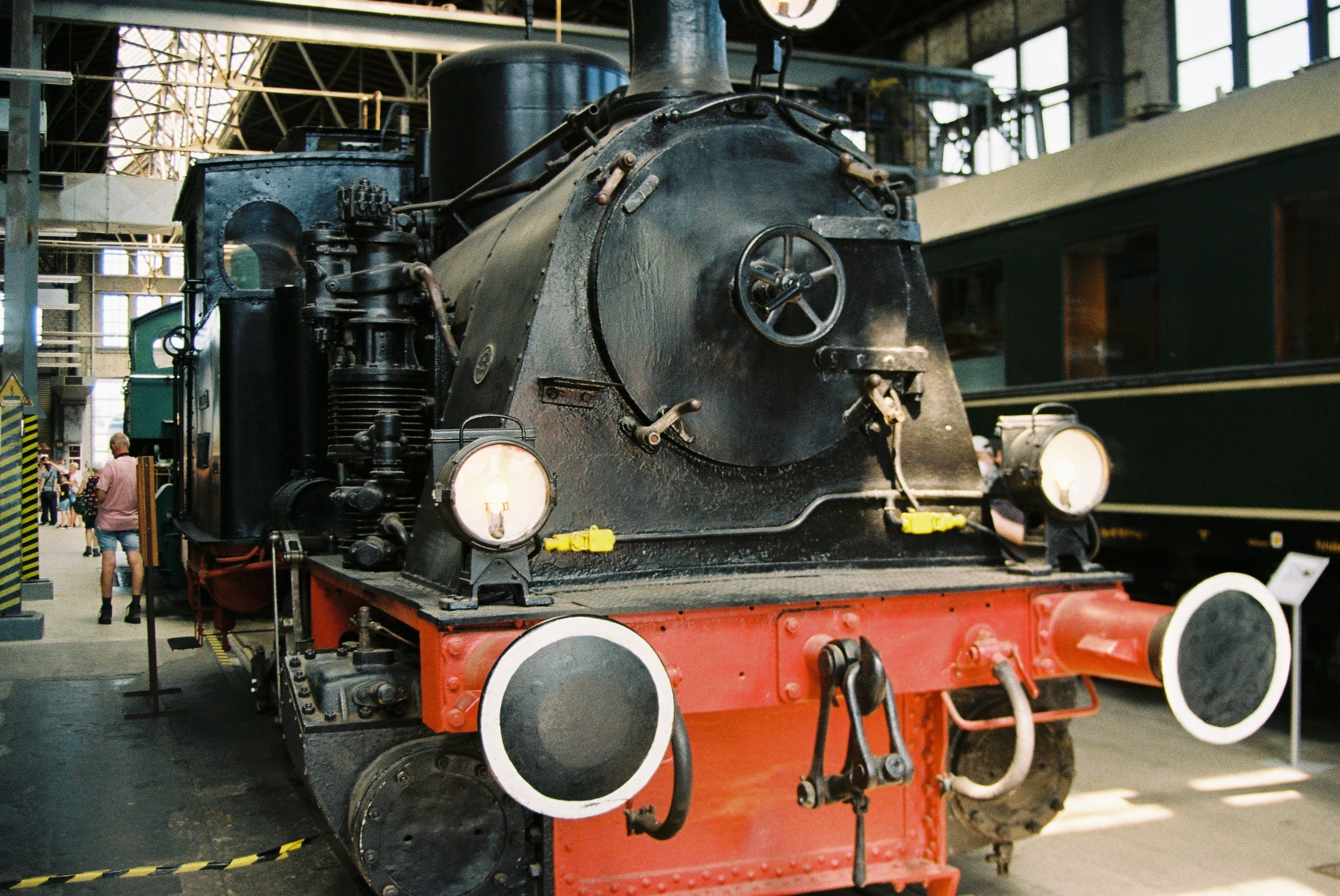
89 7462 als preußische T 3 im Koblenzer DB-Museum.

- Die GASAG 1 (auch Pauline) von L.Schwarzkopff, Berlin (Baujahr 1901) war bis 1966 bei der GASAG in Berlin-Mariendorf stationiert und gehört heute zum Bestand des Deutschen Technikmuseums Berlin. Im Jahr 2017 erfolgte eine Restaurierung und Neulackierung im Werk Neustrelitz; die Kosten hierfür übernahm zum großen Teil die GASAG. Die Lok ist nicht betriebsfähig.[15]
- Die Hannover 1702 / Hannover 6103 der Königlich Preußischen Staatseisenbahnen befindet sich nicht betriebsbereit im Museum Buurtspoorweg (MBS). Sie gelangte von der Deutschen Reichsbahn zum Kaliwerk Hansa.[16]

## Öffentliche Wahrnehmung

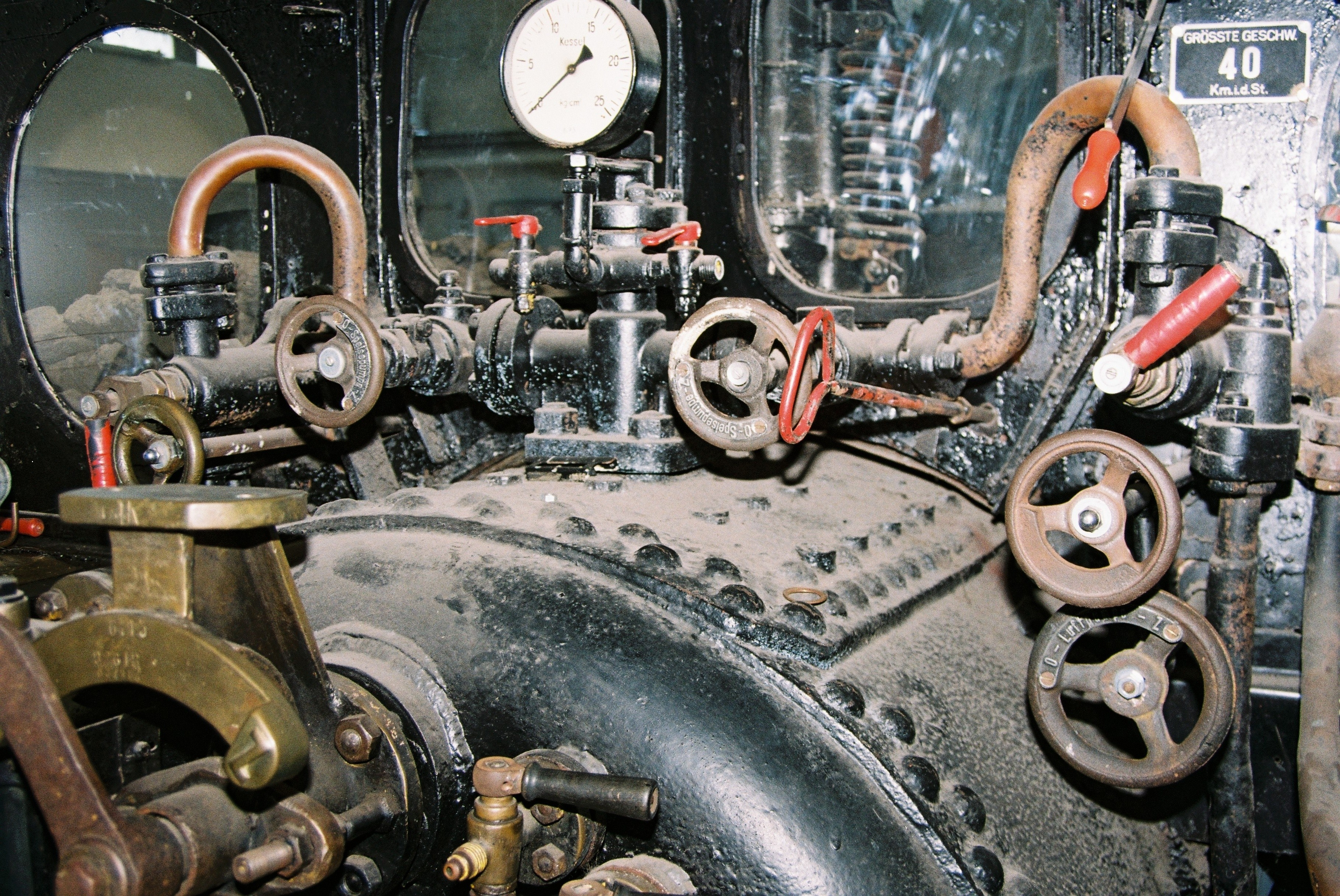
Führerstand der T 3 im DB-Museum Koblenz.

Die T3 prägte in der frühen Bundesbahnzeit die Metapher von der „guten alten Dampflokzeit“. Dies wurde unterstrichen durch die Präsentation der Baureihe auf Eisenbahnausstellungen, durch Abbildung auf Briefmarken oder anderen Drucksorten sowie durch die Wahl als Firmenlogo. Weiterhin wurden die T 3 schon sehr früh von der Modelleisenbahn-Industrie nachgebildet und auch sehr früh als Museumslokomotive „entdeckt“. Eine ähnliche Rolle besitzt die österreichische Baureihe U.

## Film
- SWR: Eisenbahn-Romantik – T 3 im Angelbachtal (Folge 5)
- SWR: Eisenbahn-Romantik – T 3 kleine Loks auf großer Fahrt (Folge 199)